# 戴涉
戴涉（？—44年），字叔平，冀州清河郡（今山东省临清市）人，东汉大司徒。
东汉初戴涉封为关内侯，为上党郡太守。建武十五年（39年），为大司徒。建武十九年（43年），定宗庙之礼，奉皇统之宗，按刘氏的繼承關係看來，光武帝刘秀为汉高帝刘邦九世孙，故汉宣帝相當於劉秀祖父，汉元帝相當於劉秀父親，这是嫡系宗派，刘秀应亲自奉祀。又建议立刘钦（刘秀生父）之皇考庙，由群臣奉祀。光武帝采纳。
建武二十年（44年）四月初三，大司徒戴涉因为所荐举做官的人盗取黄金，又被指控陷害前太仓令奚涉，被逮捕入狱，死在狱中。